# Эдмундс, Полина
Полина Эдмундс (англ. Polina Edmunds; род. 18 мая 1998, Санта-Клара, Калифорния) — американская фигуристка, выступавшая в одиночном катании. Чемпионка четырёх континентов (2015), серебряный призёр чемпионата США (2014, 2016) и участница Олимпийских игр (2014).
По состоянию на ноябрь 2015 года занимала десятое место в рейтинге Международного союза конькобежцев.

## Биография
Родилась 18 мая 1998 года в Санта-Кларе (Калифорния). Имеет русские корни, её мать — Нина Эдмундс — до замужества жила в Твери и работала тренером по фигурному катанию. Отец — Джон Эдмундс, финансовый директор компьютерной компании. В семье кроме Полины есть два брата —  Джеймс и Даниил.
Полина впервые вышла на лёд, когда ей был 1 год и 8 месяцев. Брала уроки по фигурному катанию и балету с четырёх лет.
В США Эдмундс заняла седьмое место на чемпионате юниоров в 2011 году и была шестой в 2012 году. Серебряную медаль чемпионата США Полина выиграла в 2014 году. В послеолимпийский сезон на национальном чемпионате фигуристка заняла 4-е место и получила пьютеровую (оловянную) медаль (в США в фигурном катание за четвёртое место вручается медаль). Она оказалась запасной в составе американской сборной. Лидер же сборной Вагнер решила целенаправлено готовиться к мировому чемпионату и на Чемпионат четырёх континентов в Сеул поехала Эдмундс. После короткой программы она занимала 4-е место, а в произвольной (которую она откатала без помарок) было улучшено прежнее спортивное достижение; улучшена была и сумма. В результате этого запасная американской сборной получила золотую медаль. На чемпионат мира в Шанхай Полина сразу попала в основной состав. Однако выступление в Китае было не столь выдающимся как полтора месяца назад.
Сезон 2015/2016 фигуристка начала дома в августе в Анахайме, где она финишировала рядом с пьедесталом. Затем был старт в конце октября, спортсменка выступала на этапе серии Гран-при Skate Canada; где она заняла шестое место. Однако уже на следующем этапе на родине её мамы её выступление было более удачным. На национальном чемпионате она финишировала с серебром. В феврале спортсменка получила травму и досрочно завершила сезон.
Предолимпийский сезон Полина также пропустила. На лёд она вышла лишь в мае 2017 года. Появилась на соревнованиях американка в олимпийский сезон в конце июля в Анахайме, где заняла восьмое место. В начале октября 2017 года выступила на соревнованиях в Эспоо, на Трофее Финляндии, где она финишировала во второй десятке. В середине ноября она выступила на французском этапе Гран-при, где фигуристка заняла предпоследнее место. На национальном чемпионате 2018 года дома в Сан-Хосе Полина занимала после короткой программы седьмое место, но далее снялась с соревнований.

## Результаты
| Соревнования                | 10/11         | 11/12         | 12/13         | 13/14         | 14/15         | 15/16         | 17/18         | 19/20         |
| Международные               | Международные | Международные | Международные | Международные | Международные | Международные | Международные | Международные |
| --------------------------- | ------------- | ------------- | ------------- | ------------- | ------------- | ------------- | ------------- | ------------- |
| Олимпийские игры            |               |               |               | 9             |               |               |               |               |
| Чемпионат мира              |               |               |               | 8             | 8             |               |               |               |
| Четыре континента           |               |               |               |               | 1             |               |               |               |
| U.S. Classic                |               |               |               |               | 1             |               |               |               |
| Гран-при Китая              |               |               |               |               | 4             |               |               |               |
| Гран-при Японии             |               |               |               |               | 8             |               |               |               |
| Гран-при России             |               |               |               |               |               | 4             |               |               |
| Гран-при Канады             |               |               |               |               |               | 6             |               |               |
| Гран-при Франции            |               |               |               |               |               |               | 10            |               |
| Finlandia Trophy            |               |               |               |               |               |               | 13            |               |
| Международные среди юниоров |               |               |               |               |               |               |               |               |
| Финал Гран-при              |               |               |               | 4             |               |               |               |               |
| Гран-при Беларуси           |               |               |               | 1             |               |               |               |               |
| Гран-при Мексики            |               |               |               | 1             |               |               |               |               |
| Gardena Trophy              |               |               | 1             |               |               |               |               |               |
| Национальные                |               |               |               |               |               |               |               |               |
| Чемпионат США               |               |               |               | 2             | 4             | 2             | WD            |               |
| Pacific Coast               |               |               |               |               |               |               |               | 5             |
| Национальные среди юниоров  |               |               |               |               |               |               |               |               |
| Чемпионат США               | 7             | 6             | 1             |               |               |               |               |               |